# 阿部賢一
阿部 賢一（あべ　けんいち、1890年（明治23年）8月28日 - 1983年（昭和58年）7月26日）は、日本の経済学者・ジャーナリスト。第8代早稲田大学総長。

## 経歴
徳島県板野郡大山村大字神宅村（現在の上板町）生まれ。1903年（明治36年）から1908年（明治41年）までの5年間を同志社普通学校で学ぶ。同窓には湯浅八郎がいた。同志社を出た後早稲田大学大学部政治経済学科に進学。1912年（明治45年）同学科を首席卒業。同年専門学校令により設立された同志社大学に講師として赴任し、さらに1916年から2年間アメリカに留学する。
1922年、田中穂積に請われて早稲田大学に移籍。立教大学商学部（現・経済学部、経営学部）教授も務め、財政学を講じた。その後、国民新聞での重任を負って多忙なことから、立教大学の教授職は辞任する。
1935年（昭和10年）まで早稲田大学政治経済学部で教鞭をとる。その一方でジャーナリストとしても活躍。岳父徳富蘇峰が主宰する『国民新聞』記者、『東京日日新聞』論説委員、主筆などを歴任した。戦後公職追放となり、追放解除後は早稲田大学に復帰。1951年（昭和26年）から1961年（昭和36年）まで講師、常任理事、評議員会会長。1966年（昭和41年）5月には総長代行として再び復帰、同年9月総長就任。大学紛争の解決に粉骨砕身し、機動隊の手に委ねることなく封鎖解除を成し遂げることに成功した。1971年（昭和46年）4月、勲一等瑞宝章受章。
1983年7月26日、老衰のため死去。享年92歳。9月8日、大隈講堂で追悼式が行われる。

## 親族
妻は徳富蘇峰の三女の久子。

## 著書

### 単著
- 『財政学講義』 上巻、明善堂、1922年8月。NDLJP:971202。
- 『財政学講義』 下巻、明善堂、1923年2月。NDLJP:971203。
- 『財政学』明善社、1924年6月。NDLJP:982624。
  - 『財政学』（改訂版）明善社、1934年4月。NDLJP:1272880。
- 『経済学原論』 上、明善社、1925年2月。NDLJP:982728。
- 『租税の理念と其分配原理』早稲田大学出版部、1926年1月。NDLJP:982852。
- 『生活問題と経済思想』民友社〈国民パンフレット〉、1928年1月。NDLJP:1279363。
- 『常識経済学』雄風館書房〈現代公民講座〉、1930年12月。NDLJP:1268726。
  - 『常識経済学』（改訂版）雄風館書房、1936年4月。NDLJP:1271402。
- 『常識経済学』雄風館書房、1931年7月。NDLJP:1272010。
- 『重畳せる非常時諸相の検討』中央教化団体聯合会〈国民更生叢書 第12編〉、1934年2月。
- 『非常時財政読本』中央公論社、1934年3月。NDLJP:1272867 NDLJP:1445830。
- 『赤字公債と増税』日本工業倶楽部経済研究会〈経済研究叢書 第65輯〉、1935年2月。
- 『経済時事問題に就て』京都経済会、1937年1月。NDLJP:1437810。
- 『青年の力』大新堂、1941年6月。
- 『徳富蘇峰』時事通信社、1963年11月。
- 『新聞と大学の間 学究・記者・早大紛争』毎日新聞社、1975年12月。

### 編集
- 『新聞経済記事の基礎知識』栗田書店、1932年12月。
  - 『新聞経済記事の基礎知識』（改訂増補版）栗田書店、1935年4月。NDLJP:1272061 NDLJP:1462681。
- 『最新商業経済辞典』同文館、1937年1月。

### 共著
- 青木得二、阿部賢一『各国経済政策と我国非常時財政策』英文通信社、1933年12月。